# Distrito de Hoc Mon
Hoc Mon (em Vietnameita:Hóc Môn) é um dos 24 distritos da Cidade de Ho Chi Minh, no Vietnam, sendo um dos cinco distritos que compõem a região suburbana e rural da cidade. Com uma área total de 109,18 km², o distrito tem uma população de 363 171 habitantes, de acordo com dados de 2010. O distrito está dividido em 11 pequenos subconjuntos que são chamados de alas. 